# Ардалион Глумац
Свети мученик Ардалион Глумац је хришћански светитељ. Био је најпре глумац комедијант. Ради увесељења народа он је најрадије играо улогу мученика за веру исмејавајући хришћане на све могуће начине. Међутим када је настало гоњење хришћана за време владавине Максимијана, његов дух се потпуно променио. Он је пред народом узвикнуо да је он хришћанин, и да се не шали. Због тога је Ардалион осуђен, и пострадао за Христа. Умро је привезан на усијану гвоздену лесу.
Српска православна црква слави га 14. априла по црквеном, а 27. априла по грегоријанском календару.